# Vicente Soto Sordera
Vicente Soto Sordera (Jerez de la Frontera, 1 de abril de 1954) es un reconocido cantaor flamenco español de origen gitano, hijo del afamado cantaor Manuel Soto Monje.

## Biografía
Vicente Soto Sordera nace en el barrio de Santiago de Jerez de la Frontera, España, en el seno de una familia gitana de larga y acreditada tradición en el flamenco, siendo descendiente directo de una estirpe cantaora que contiene nombres como Paco La Luz, La Serrana, Niño Gloria o su propio padre, Manuel Soto Monje El Sordera.
Siendo niño aún compagina sus estudios de guitarra con su tendencia natural al cante, decidiéndose por este en su adolescencia. Desde entonces comienza a trabajar en distintos tablaos de Madrid —como Los Canasteros de Manolo Caracol— y dilata su experiencia profesional, junto a Antonio Gades, Manuela Vargas o Antonio Ruiz El Bailarín, hasta que inicia su carrera en solitario a mediados de los años 80.
Vicente Soto Sordera ha obtenido galardones flamencos como el Premio Nacional de Cante 2023, Premio Nacional de Córdoba, Premio Pastora Pavón, Premio Mairena del Alcor, etc. y ha recorrido escenarios como La Scala de Milán, Teatro de las Naciones de París, Teatro Avenida de Buenos Aires o Comunale de Roma. Además ha actuado en teatros y festivales de música en España, Francia, Alemania, Italia, Estados Unidos, Japón, Australia, Filipinas, Canadá, Portugal, Argentina, México, Países Bajos, Suiza, Bélgica, Hungría, Austria, etc.
Su hermano Manuel Soto Barea 'El Bo' fue un afamado palmero.

## Discografía
Vicente Soto posee 13 discos en solitario, en los que le han acompañado guitarristas flamencos como Vicente Amigo, Tomatito, Paco Cepero, Enrique de Melchor, Moraíto Chico, José María Molero, Pepe Habichuela, Gerardo Núñez, Manuel Parrilla, Diego del Morao, Manuel Valencia, Miguel Salado, etc.
Entre su discografía destaca la Trilogía dedicada a Sevilla, Jerez y Cádiz, producida por RTVE. En esta trilogía se interpretan hasta 40 estilos diferentes, los más representativos de estas tres ciudades emblemáticas del flamenco, por lo que es considerada una enciclopedia del cante flamenco.

### Discos en solitario
- Pessoa Flamenco (1986).[4] Guitarras: Tomatito, Enrique de Melchor.
- Cuando canta el pasado (1987). Guitarra: Tomatito.
- El ritmo de la sangre (1988).[5] Guitarras: Moraíto Chico, Enrique de Melchor.
- Jondo espejo gitano (1990).[6] Guitarras: Vicente Amigo, Moraíto Chico.
- Tríptico Flamenco: Cádiz (1994).[7] Guitarra: Enrique de Melchor, José Soto.
- Tríptico Flamenco: Jerez (1995).[8] Guitarras: Paco Cepero, Moraíto Chico, Pepe Habichuela
- Tríptico Flamenco: Sevilla (1996).[9] Guitarras: Moraíto Chico, Rafael Riqueni.
- Verea del camino (en directo) (1997).[10] Guitarra: Paco Cepero.
- Entre dos mundos (2000).[11] Guitarras: Moraíto Chico, Enrique de Melchor, José María Molero.
- Latin Essentials (2003).[12] Guitarras: Moraíto Chico, Enrique de Melchor, Manuel Parrilla.
- Estar Alegre (2005).[13] Guitarras: Moraíto Chico, Diego del Morao, Manuel Parrilla, José María Molero, Josete Ordóñez.
- Colores Distintos (2012).[14][15] Guitarras: Manuel Valencia, Miguel Salado, Nono Jero.
- Coplas del desagravio (2018), dedicado a la mujer. Con voces de La Macanita, Melchora Ortega y Lela Soto.[16]

### Colaboraciones
Vicente Soto ha colaborado en discos de diferentes artistas entre los que se incluyen Ketama, Enrique Soto, José Mercé o José Soto. Además ha participado junto a otros artistas en discos recopilatorios como: La Casa de los Sordera: Homenaje a un patriarca, Jerez canta a Manuel Alejandro, Jerez a Caballero Bonald, Flamenco en Torres Bermejas, etc.

## Espectáculos

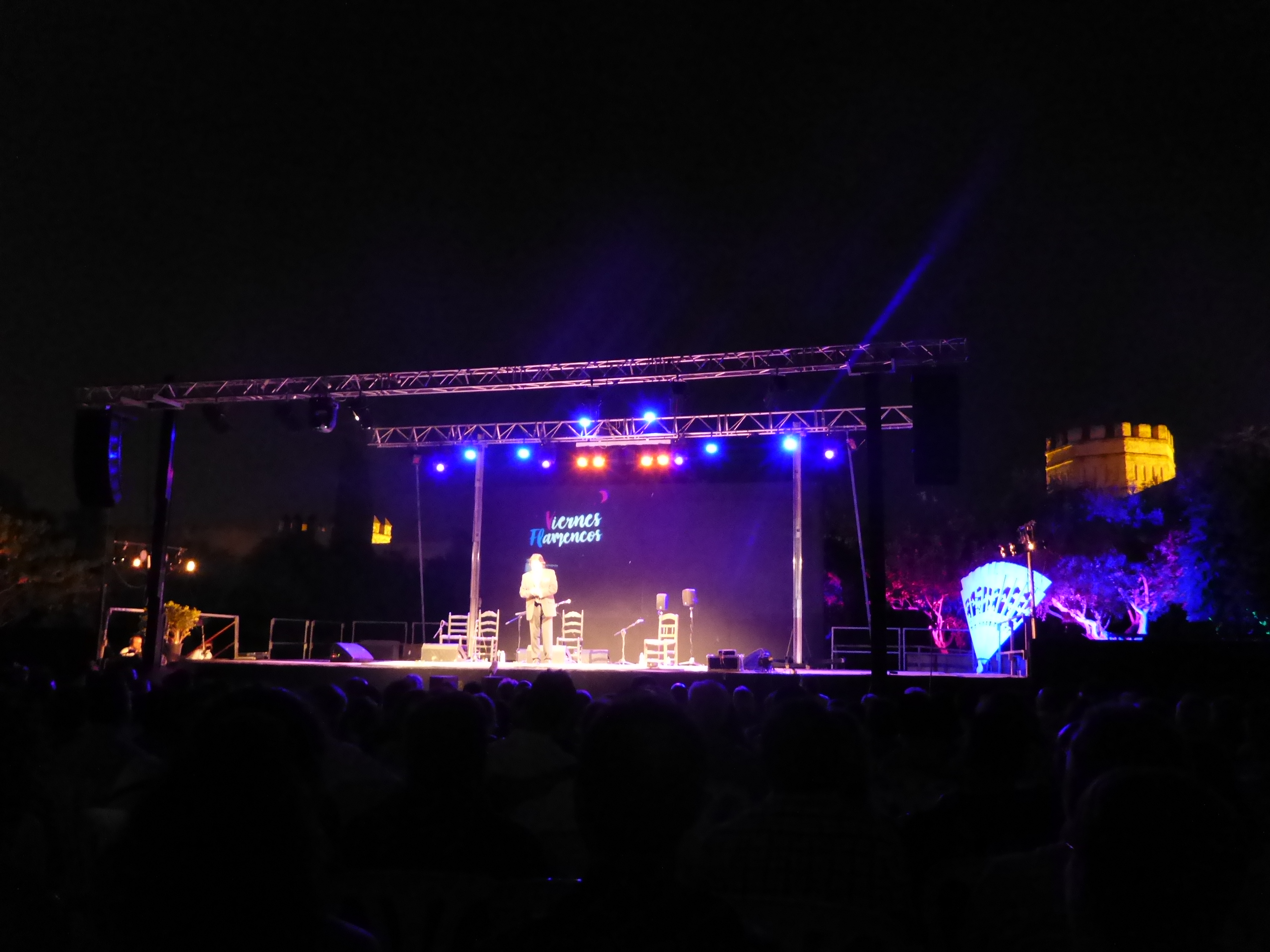
En directo

Vicente Soto destaca por aunar en sus espectáculos el Flamenco con la Literatura. Ha adaptado al Flamenco textos de Fernando Pessoa, José Hierro, José Bergamín, Rubén Darío, Miguel de Unamuno, Luis de Góngora, Lope de Vega, Juan Ramón Jiménez, Antonio Machado o Miguel de Cervantes, entre otros muchos.

### Espectáculos propios
- Pessoa Flamenco (1986): En 1986 Vicente Soto recorre España y Portugal con este espectáculo en el que se adaptan textos del escritor portugués Fernando Pessoa. Se estrenó en el Teatro Español de Madrid[20] y en el Teatro Sao Luiz de Lisboa, reestrenándose en 2004 y 2013.[21]
- Cantata Flamenca: Las horas muertas (1995): Cantata estrenada en el Teatro Albéniz de Madrid[22] y en la Bienal de Flamenco de Sevilla,[23] con textos de José Bergamín.
- El Hierro de Vicente Soto (1999): Espectáculo estrenado el 24 de abril de 1999 en el Teatro Salón Cervantes de Alcalá de Henares, con motivo de la concesión del Premio Miguel de Cervantes al poeta José Hierro.[24]
- Entre dos mundos (2000): Espectáculo que recoge cantes de ida y vuelta y en el que se adaptan textos de poetas españoles e hispanoamericanos como Rubén Darío, Miguel de Unamuno, Alfonso Reyes, Antonio Machado, Valle Inclán, Juan Ramón Jiménez o José Asunción Silva. Fue estrenado en la Casa de América de Madrid y reestrenado en 2013.[25]
- El Quijote Cantante y Sonante (2005): Montaje presentado con motivo del IV Centenario de la publicación de Don Quijote de la Mancha en distintos teatros de España y otros países.[26][27][28]
- Versos Jondos (2006): Espectáculo estrenado en el Centro Cultural de la Villa de Madrid con textos de Rafael Alberti, Juan Ramón Jiménez, Manuel Machado, Federico García Lorca, etc.[29]
- Geografías Flamencas: Sevilla, Jerez, Cádiz (2010): Montaje que recoge en directo varios estilos de la Trilogía: Sevilla, Jerez, Cádiz. Fue estrenado en el Circo Price de Madrid.[30][31]
- Los Versos Navegables (2010): Espectáculo estrenado en el Festival de Teatro Clásico de Almagro, Festival de Teatro Clásico de Cáceres, Clásicos en Alcalá, etc.[32]
- La Esencia Flamenca del Siglo de Oro (2013): Espectáculo en el que se adaptan al Flamenco textos de Miguel de Cervantes, Luis de Góngora, Lope de Vega y Francisco de Quevedo. Ha sido estrenado en el Corral de Comedias de Alcalá.[33]
- Quijote Flamenco (2015): Montaje que conmemora el IV Centenario de la publicación de la segunda parte de Don Quijote de la Mancha y del fallecimiento en 1616 de Miguel de Cervantes. Estrenado el 26 de junio de 2015 en el Teatro Fernán Gómez de Madrid[34] y representado en diversas capitales europeas de la mano del Instituto Cervantes.[35]
- Mi viaje a través del cante (2021): Espectáculo estrenado el 29 de octubre de 2021 en el Festival Suma Flamenca de Madrid[36] y Festival de Flamenco de Jerez de 2023.[37]

### Colaboraciones
- Flamenco Puro (1984): Espectáculo representado en distintos países, en el que además intervinieron Manuela Vargas, Farruco, Chocolate, Fernanda de Utrera, Bernarda de Utrera, Pepe Habichuela, etc.[38]
- Les Fourberies de Scapin (1987): Vicente Soto adapta y canta textos de Molière en la obra Les Fourberies de Scapin, representada durante 3 meses en el Teatro Español de Madrid.[39]
- La Casa de los Sordera (1998): Espectáculo estrenado en el Centro Cultural de la Villa de Madrid y Teatro Central de Sevilla, en el que participaron varios miembros de la saga de los Sordera.[40]
- Celebración del Flamenco. Los Poetas cantan al Flamenco, los Flamencos cantan a los Poetas (2012): Celebración promovida por la Asociación Nacional Presencia Gitana para conmemorar el Aniversario de la Declaración del Flamenco como Patrimonio Cultural Inmaterial de la Humanidad.[41]
- Dinastía de la Casa de los Sordera: Ortodoxia y Vanguardia: Espectáculo en el que interviene junto a sus hermanos Enrique Soto y José Soto Sorderita, fundador de Ketama. El espectáculo recoge desde los cantes primitivos hasta los más vanguardistas del Flamenco y ha sido estrenado, entre otros lugares, en Bélgica,[42] Holanda,[43] Bienal de Flamenco de Sevilla y en el Festival Flamenco de Nimes de 2016.[44]
- Jerez a Caballero Bonald (2017): Espectáculo en el que varios artistas flamencos y escritores, como José Mercé, Paco Cepero o Joaquín Sabina rinden homenaje a José Manuel Caballero Bonald. El espectáculo se estrenó el 28 de febrero de 2017 en el marco del Festival Flamenco de Jerez.[45]
- Dinastía de la Casa de los Sordera: Herencia: Espectáculo en el que comparte cartel con su hija Lela Soto. El espectáculo ha sido estrenado en distintos lugares de España, como la Caracolá de Lebrija (Sevilla) en 2022.[46]

Además, Vicente Soto Sordera ha colaborado en distintos espectáculos con otros artistas como Antonio Gades, Antonio Ruiz El Bailarín, Camarón de la Isla, José Mercé, Paco Suárez, Antonio El Pipa, Manolo Caracol, Gerardo Núñez, María Lavalle, Tata Cedrón, Ketama... y en innumerables homenajes y festivales.